# 葱店胡同
39°53′17″N 116°25′25″E / 39.8879232°N 116.4236331°E
葱店胡同是位于中國北京市西城区西直门内福绥境街道的一条胡同。此地原为染料厂，在改造为居住区的过程中饮用水遭到污染，因此居民多有患癌症者。
和大望路地区一样，是北京的环境重度污染区。